# Igloo Records
Pour les articles homonymes, voir Igloo (homonymie).
Igloo Records est un label discographique belge de jazz et world music, basé à Bruxelles. Il est fondé en 1978 et issu de la période d’effervescence culturelle de la fin des années 1970 en Belgique.
Essentiellement connu pour ses productions de jazz (IglooJazz), Igloo Records conserve une édition plus éclectique conforme à ses origines sous la bannière d'Iglectic, ainsi qu'une ouverture à des rencontres multi-culturelles avec le label IglooMondo.

## Histoire
En 2018, le label fête ses 40 ans d'existence. Pour Daniel Sotiaux, le fondateur d'Igloo, « on vit un peu sur la corde. Mais chez Igloo, les chiffres sont assez favorables : on se maintient sur les dernières années. Et donc nous sommes partis pour continuer. »

## Divisions

### IglooJazz
IglooJazz est fondé en 1978 à Bruxelles par deux amateurs de jazz, Daniel Léon et Daniel Sotiaux, qui décident de mettre en commun leurs ressources pour pouvoir enregistrer des artistes qui n'avaient pas la possibilité d'être signés chez les majors. Le label édite de nouveaux artistes européens du jazz, notamment Philip Catherine, Éric Legnini, Steve Houben et Nathalie Loriers
Au début des années 1980, le label qui jusque-là développait un travail axé sur des musiques plutôt marginales (improvisation, électronique, poésie sonore, classique contemporain), prend un tournant décisif vers le jazz, notamment grâce à la fusion avec le label LDH, lancé parallèlement par quelques jazzmen issus de l'association belge Les Lundis d’Hortense.
Igloo présente en 2014 plus de deux cent cinquante enregistrements formant un aperçu substantiel de trois décennies de jazz en Belgique : Chet Baker, Philip Catherine, Michel Herr, Jacques Pelzer, Félix Simtaine, Steve Houben, Charles Loos, Diederik Wissels, Pirly Zurstrassen, l’Âme des poètes, Nathalie Loriers, Éric Legnini, Ivan Paduart, Philippe Aerts, Anne Wolf, Manu Hermia, sans oublier le patrimoine avec la réédition du vibraphoniste Sadi, ou les nouveaux artistes de la scène jazz : Mélanie De Biasio, Greg Houben, Pascal Mohy, Pascal Schumacher, et Collapse.

### IglooMondo
IglooMondo, créé en 2005, est spécialisé dans les rencontres et collaborations multiculturelles : Pierre Van Dormael avec le joueur de kora sénégalais Soriba Kouyaté, Charles Loos et les Aissawas de Rabat, Mâäk’s Spirit avec les Gnaouas Express de Tanger, ou encore Majid Bekkas avec Louis Sclavis et Minino Garay.
De nombreux autres artistes l'ont enrichi, comme Wendo Kolosoy, père de la rumba congolaise, la bassiste ivoirienne Manou Gallo, ou le groupe de blues touareg Kel Assouf.

### Iglectic
Iglectic édite divers musiciens de courants musicaux originaux parmi lesquels Arthur Petronio, la fanfare Combo Belge, Léo Kupper, Henri Pousseur, Giovanna Marini, ou l'ensemble Musique Nouvelles.

## Groupes et artistes

### IglooJazz
- Fabrice Alleman
- Guy Cabay
- Philip Catherine
- Jan de Haas
- André Donni
- Igor Gehenot
- Michel Herr
- Peter Hertmans
- Steve Houben
- Sal La Rocca
- Éric Legnini
- Charles Loos
- Nathalie Loriers
- Jacques Pelzer
- Paolo Radoni
- Jean-Louis Rassinfosse
- Pascal Schumacher
- Félix Simtaine
- Diederik Wissels

### IglooMondo
- Majid Bekkas
- Kel Assouf
- Manou Gallo
- Mokoomba
- Wendo Kolosoy
- Jean Goubald
- Lokas

### Iglectic
- Combo Belge
- Arthur Petronio
- Leo Kupper
- Manu Louis
- Henri Chopin
- Julverne
- Giovanna Marini
- Tout finira bien